# Kyle Chipchura
Kyle Chipchura (né le 19 février 1986 à Westlock, province de l'Alberta au Canada) est un joueur professionnel canadien de hockey sur glace.

## Carrière
Il a joué dans les ligues mineures d'Alberta dans les villes de Legal et de Westlock. Par la suite, il a fréquenté l'école secondaire R. F. Staples. Il a joué au niveau junior pour les Raiders de Prince Albert dans la Ligue de hockey de l'Ouest. Après deux saisons avec l'équipe junior, il est choisi au premier tour (18e choix au total) par les Canadiens de Montréal au repêchage d'entrée de 2004 dans la Ligue nationale de hockey.
Chipchura a assisté au camp du d'entraînement de l'équipe du Canada junior avant le championnat du monde junior de 2005 alors qu'il est âgé de 18 ans. Au cours des matches préparatoires, il subit une coupure à un tendon d'Achille et ne peut participer à la conquête de la médaille d'or. Sa convalescence terminée, il est de nouveau invité à participer au tournoi 2006. Après avoir été sélectionné, il est nommé capitaine de l'équipe par l'entraîneur-chef Brent Sutter. L'équipe 2006 parvient à remporter la médaille d'or.
Le 25 mars 2006, il signe un contrat de trois ans avec les Canadiens de Montréal. Après avoir disputé la saison 2006-2007 entière avec les Bulldogs de Hamilton, filiale du Canadien dans la Ligue américaine de hockey, il fait ses débuts dans la LNH en 2007-2008 en jouant 36 parties avec les Canadiens, mais partage sa saison entre l'équipe montréalaise et les Bulldogs dans la LAH. 
Le 16 juillet 2009, il prolonge d'un an son contrat avec les Canadiens et après 19 matchs sans point lors de cette saison, il est échangé le 2 décembre aux Ducks d'Anaheim contre un choix de quatrième tour au repêchage de 2011.
Laissé libre par Anaheim à la fin de la saison 2010-2011, il signe un contrat comme agent libre avec les Coyotes de Phoenix. Il passe cinq saisons avec les Coyotes avant de quitter la LNH pour se joindre au club slovaque du HC Slovan Bratislava dans la KHL à l'été 2016.

## Statistiques

### En club
| Saison     | Équipe                   | Ligue      |     | Saison régulière | Saison régulière | Saison régulière | Saison régulière | Saison régulière |   | Séries éliminatoires | Séries éliminatoires | Séries éliminatoires | Séries éliminatoires | Séries éliminatoires |
| Saison     | Équipe                   | Ligue      | PJ  | B                | A                | Pts              | Pun              | PJ               | B | A                    | Pts                  | Pun                  |                      |                      |
| 2002-2003  | Raiders de Prince Albert | LHOu       | 63  | 9                | 21               | 30               | 89               | -                | - | -                    | -                    | -                    |                      |                      |
| 2003-2004  | Raiders de Prince Albert | LHOu       | 64  | 15               | 33               | 48               | 118              | 6                | 2 | 4                    | 6                    | 12                   |                      |                      |
| 2004-2005  | Raiders de Prince Albert | LHOu       | 28  | 14               | 18               | 32               | 32               | 14               | 4 | 7                    | 11                   | 25                   |                      |                      |
| 2005-2006  | Raiders de Prince Albert | LHOu       | 59  | 21               | 34               | 55               | 81               | -                | - | -                    | -                    | -                    |                      |                      |
| 2005-2006  | Bulldogs de Hamilton     | LAH        | 8   | 1                | 2                | 3                | 6                | -                | - | -                    | -                    | -                    |                      |                      |
| 2006-2007  | Bulldogs de Hamilton     | LAH        | 80  | 12               | 27               | 39               | 56               | 22               | 6 | 7                    | 13                   | 20                   |                      |                      |
| 2007-2008  | Canadiens de Montréal    | LNH        | 36  | 4                | 7                | 11               | 10               | -                | - | -                    | -                    | -                    |                      |                      |
| 2007-2008  | Bulldogs de Hamilton     | LAH        | 39  | 10               | 11               | 21               | 27               | -                | - | -                    | -                    | -                    |                      |                      |
| 2008-2009  | Canadiens de Montréal    | LNH        | 13  | 0                | 3                | 3                | 5                | -                | - | -                    | -                    | -                    |                      |                      |
| 2008-2009  | Bulldogs de Hamilton     | LAH        | 51  | 14               | 21               | 35               | 65               | 6                | 3 | 0                    | 3                    | 2                    |                      |                      |
| 2009-2010  | Canadiens de Montréal    | LNH        | 19  | 0                | 0                | 0                | 16               | -                | - | -                    | -                    | -                    |                      |                      |
| 2009-2010  | Ducks d'Anaheim          | LNH        | 55  | 6                | 6                | 12               | 56               | -                | - | -                    | -                    | -                    |                      |                      |
| 2010-2011  | Ducks d'Anaheim          | LNH        | 40  | 0                | 2                | 2                | 32               | -                | - | -                    | -                    | -                    |                      |                      |
| 2011-2012  | Pirates de Portland      | LAH        | 8   | 4                | 2                | 6                | 4                | -                | - | -                    | -                    | -                    |                      |                      |
| 2011-2012  | Coyotes de Phoenix       | LNH        | 53  | 3                | 13               | 16               | 42               | 15               | 1 | 3                    | 4                    | 7                    |                      |                      |
| 2012-2013  | Sundogs de l'Arizona     | LCH        | 10  | 2                | 11               | 13               | 4                | -                | - | -                    | -                    | -                    |                      |                      |
| 2012-2013  | Coyotes de Phoenix       | LNH        | 46  | 5                | 9                | 14               | 50               | -                | - | -                    | -                    | -                    |                      |                      |
| 2013-2014  | Coyotes de Phoenix       | LNH        | 80  | 5                | 15               | 20               | 45               | -                | - | -                    | -                    | -                    |                      |                      |
| 2014-2015  | Coyotes de l'Arizona     | LNH        | 70  | 4                | 10               | 14               | 82               | -                | - | -                    | -                    | -                    |                      |                      |
| 2015-2016  | Coyotes de l'Arizona     | LNH        | 70  | 4                | 8                | 12               | 38               | -                | - | -                    | -                    | -                    |                      |                      |
| 2016-2017  | HC Slovan Bratislava     | KHL        | 59  | 13               | 16               | 29               | 50               | -                | - | -                    | -                    | -                    |                      |                      |
| 2017-2018  | HC Red Star Kunlun       | KHL        | 56  | 5                | 6                | 11               | 50               | -                | - | -                    | -                    | -                    |                      |                      |
| 2018-2019  | HC Slovan Bratislava     | KHL        | 61  | 6                | 14               | 20               | 26               | -                | - | -                    | -                    | -                    |                      |                      |
| 2019-2020  | Severstal Tcherepovets   | KHL        | 7   | 0                | 1                | 1                | 0                | -                | - | -                    | -                    | -                    |                      |                      |
| Totaux LNH | Totaux LNH               | Totaux LNH | 482 | 31               | 73               | 104              | 376              | 15               | 1 | 3                    | 4                    | 7                    |                      |                      |

### En équipe nationale
| Année | Compétition                  |   | PJ | B | A | Pts | Pun           |  | Résultat |
| 2004  | Championnat du monde -18 ans | 7 | 3  | 2 | 5 | 28  | 4e place      |  |          |
| 2006  | Championnat du monde junior  | 6 | 4  | 1 | 5 | 0   | Médaille d'or |  |          |

## Trophées et honneurs personnels
- 2006-2007 : champion de la Coupe Calder avec les Bulldogs de Hamilton.